# Mompha heterolychna
Mompha heterolychna é uma espécie de mariposa do gênero Mompha pertencente à família Coleophoridae.